# Mallochohelea nitida
Mallochohelea nitida är en tvåvingeart som först beskrevs av Macquart 1826.  Mallochohelea nitida ingår i släktet Mallochohelea och familjen svidknott. Inga underarter finns listade i Catalogue of Life.